# Desa Pesantren (administrativ by i Indonesien, Jawa Tengah, lat -6,82, long 109,51)
Desa Pesantren är en administrativ by i Indonesien.   Den ligger i provinsen Jawa Tengah, i den västra delen av landet, 300 km öster om huvudstaden Jakarta.